# Без тебе (фільм, 2016)
«Без тебе» (крим. Sensiz) — український короткометражний драматичний фільм, знятий Наріманом Алієвим. Світова прем'єра стрічки відбулася 15 лютого 2016 року на Берлінському міжнародному кінофестивалі. Фільм розповідає історію кримськотатарської сім'ї. Частина трилогії «Кримські історії».

## Сюжет
Дорогою на день народження старшого брата у молодих людей ламається машина. Наближається захід сонця, а значить, все менше шансів знайти допомогу в цьому Богом забутому місці. Брати вирішують пройти решту шляху пішки.

## Виробництво
Знімання проходило влітку 2015 року в Криму. Головні ролі виконали непрофесійні актори — двоюрідні брати режисера Нарімана Алієва Февзі та Ремзі Білялови. За словами Алієва, у зніманнях фільму брали участь і допомагали лише батьки та близькі родичі. «Це дуже інтимна та особиста історія, яку було б дуже важко відтворити з чужими мені людьми, адже фільм присвячений моєму рідному брату Ерфану Селімову» — заявив режисер.

## Кінофестивалі
- Берлінський міжнародний кінофестиваль (Покоління 14+)
- Palm Springs ShortFest (Міжнародний конкурс)
- Одеський міжнародний кінофестиваль (Національний конкурс)
- Lviv International Short Film Festival Wiz-Art (Національний конкурс)
- Film Festival della Lessinia (FFDL+)
- Athens International Short Film Festival
- Vancouver International Film Festival
- Molodist Kyiv International Film Festival
- Zagreb Film Festival
- International Bosphorus Film Festival
- International Short Film Festival ŻUBROFFKA